# Мисівка (Калінінградська область)
Мисівка (рос. Мысовка) — селище Славського району, Калінінградської області Росії. Входить до складу Ясновського сільського поселення.
Населення — 329 осіб (2015 рік).

## Населення
| 2002 | 2010 |
| ---- | ---- |
| 367  | ↘329 |